# Liparis capensis
Liparis capensis es una especie de orquídea de hábitos terrestres, originaria de África.

## Descripción
Es una orquídea de tamaño pequeño, que prefiere el clima cálido al frío. Tiene hábitos terrestres con pseudobulbos ovoides generalmente enterrados en la arena y la tierra y que llevan a 2 hojas, apicales, gruesas, correosas , ovaladas. Florece en el otoño y el invierno en una inflorescencia terminal, erecta, de 2 a 6 cm de largo con muchas flores.

## Distribución y hábitat
Se encuentra en la provincia del Cabo en Sudáfrica en suelos arenosos, y en los bosques de elevaciones más bajas entre las rocas. 

## Taxonomía
Liparis capensis fue descrita por  John Lindley y publicado en Annals of Natural History 4: 314. 1840.
Etimología
Liparis; nombre genérico latíno que deriva del griego Liparos (λιπαρός) que significa "grasa, rico o brillante." Este nombre se refiere a la textura (sensación) de las hojas de estas plantas: que se producen casi aceitosas y brillantes.
capensis: epíteto geográfico que alude a su localización en la Provincia del Cabo en Sudáfrica
Sinonimia
- Leptorchis capensis (Lindl.) Kuntze
- Leptorkis capensis (Lindl.) Kuntze
- Liparis pappei Lindl. ex Harv.
- Sturmia capensis (Lindl.) Sond.[3][4]